# Trierska stolnica
Stolnica svetega Petra v Trier nemško Hohe Domkirche St. Peter zu Trier) ali Trierska stolnica (nemško Trierer Dom) je rimskokatoliška stolnica v mestu Trier, Porenje - Pfalška, Nemčija. Je najstarejša stolnica v Nemčiji in največja verska stavba v Trierju, znana po svoji dolgi življenjski dobi in veličastni zasnovi. Osrednji del ladje je bil zgrajen iz rimske opeke v začetku 4. stoletja, ki so jo postopoma dograjevali v različnih obdobjih. Impozanten romanski westwerk s štirimi stolpi in dodatno apsido je bil večkrat kopiran. Zakladnica stolnice v Trierju vsebuje pomembno zbirko krščanske umetnosti. Leta 1986 je bila cerkev uvrščena na Unescov seznam svetovne dediščine, kot del Rimski spomeniki, stolnica svetega Petra in Marijina cerkev v Trierju.

## Zgodovina
Po nekaterih virih je stolnico dal zgraditi cesar Konstantin I. Veliki na vrhu palače sv. Helene, njegove matere. Po spreobrnitvi Konstantina v krščanstvo naj bi škof Maksimin (329–346) koordiniral gradnjo stolnice, ki je bila takrat največja celota cerkvenih stavb na zahodu zunaj Rima. Na tlorisu, štirikrat večjem od sedanje stolnice, so bile zgrajene nič manj kot štiri bazilike, krstilnica in gospodarska poslopja. Arheološke raziskave potrjujejo, da je sedanja stolnica, kot tudi sosednji križni hodnik in cerkev Naše Gospe, postavljena na temeljih starorimskih stavb Augusta Treverorum. Štirje stebri križišča sedanje cerkve in deli opečnih zunanjih zidov so ostanek iz tega obdobja.
Cerkev iz 4. stoletja so Franki pustili v ruševinah, vendar so jo ponovno zgradili. Ponovno so jo uničili Vikingi leta 882. Pod nadškofom Egbertom († 993) se je začela obnova, ki jo je dokončal Poppo iz Babenberga (1016–1041). Znamenita zahodna fasada (westwerk) je iz tega obdobja, čeprav je bila apsida dokončana šele leta 1196. Skozi stoletja so cerkev še naprej prezidavali in olepševali v skladu z modo tistega obdobja z gotskimi oboki, renesančnimi skulpturami in baročnimi kapelami, vendar je celotna cerkev slog stavbe ostaja romanski z rimskim jedrom.

## Opis

### Zunanjost
Na severni fasadi so vidni veliki deli rimske opeke. Impozanten zahod Trierske stolnice je sestavljen iz petih simetričnih delov in je značilen za romansko arhitekturo pod salijskimi cesarji (11. stoletje). Westwerk je začel graditi Poppo von Babenberg (1010–47), dokončal pa Eberhard (1047–66). Njegovi štirje stolpi so bolj ali manj simetrično postavljeni na obeh straneh zahodne apside. Služila je kot zgled mnogim drugim cerkvam na območju Rens-Meuse. Latinski napis nad uro na najvišjem stolpu se glasi NESCITIS QVA HORA DOMINVS VENIET ('Ne veste, ob kateri uri prihaja Gospod'). Vzhodni kor je manj izrazit zaradi svoje vzidane lokacije in prizidave kapele sv. tunike v začetku 18. stoletja.
- Rimska opeka na severni fasadi
- Westwerk s štirimi stolpi
- Detajl westwerka v salijskem slogu
- Vzhodni kor in kapela sv. tunike
- Grb Johanna Huga von Orsbecka, od 1676 do 1711 trierskega nadškofa

## Notranjost
Notranjost meri 112,5 krat 41 metrov. Sestavljajo jo tri večinoma romanske ladje z gotskimi oboki. Prvotno rimsko stavbo je težko razbrati v notranjosti, vendar je njeno osnovno pravokotno obliko še mogoče prepoznati v treh najbolj vzhodnih trakovih ladje. Štirje prvotni stebri so bili ponovno uporabljeni v 11. stoletju, vendar spremenjeni v križne slope. Za vzhodnim korom je bila dodana baročna kapela za relikvijo Jezusovega brezšivnega oblačila, ki so jo leta 1512 odkrili s prejšnjega glavnem oltarju in je vidna skozi odprtino v steni. Tudi zahodni kor je okrašen v slogu nemškega baroka, prav tako kapeli Marije in sv. Zakramenta (z 'Zlatimi vrati', delom nekdanje korne pregrade). Romanski timpanon prikazuje Kristusa z Devico Marijo in sv. Petrom. Glavne cerkvene orgle so videti stare, vendar so iz leta 1974.
- Notranji pogled proti zahodu
- Baročni strop zahodnega kora
- Zlata vrata
- Cerkvene orgle

## Zakladnica in relikvije
Brezšivna Jezusova tunika, oblačilo, ki naj bi ga Jezus nosil malo pred svojim križanjem, je najbolj znana relikvija stolnice. Hranijo jo v prizidku kapele in je redko prikazana javnosti, nazadnje leta 2012. Lobanja svete Helene, matere cesarja Konstantina, je razstavljena v vzhodni kripti. Njeno skodelico za pitje hranijo v zakladnici in v tako imenovanem Egbertovem svetišču. To je okrašen prenosni oltar, ki je vseboval podplat sandale sv. Andreja in druge relikvije. Drugi relikviarij iz istega obdobja vsebuje sveti žebelj z Jezusovega križa. Oba predmeta veljata za vrhunca zlatarstva otonske umetnosti.
- Sveta tunika
- Lobanja svete Helene
- Egbertovo svetišče
- Relikviarij svetega žeblja

## Križni hodniki
Gotski križni hodniki so bili zgrajeni med letoma 1245 in 1270. Povezujejo stolnico in Marijina cerkev. V zahodnem delu križnega hodnika je kapela, kjer so bili pokopani stolni kanoniki. Na zunanji steni je zvon iz leta 1682. Poleg križnega hodnika je več prizidkov. Tako imenovana 'romanska soba' je bila nekdanja stolna šola. 'Gotska soba' je služila za razdeljevanje kruha revnim.
- Dvorišče
- Hodnik
- Okna s krogovičjem
- Kipi škofov

## Zvonovi
Stolnica ima skupno 10 zvonov, ki so obešeni v južnem stolpu, vse pa je leta 1949 ulila livarna zvonov Otto v Bremnu-Hemelingenu. Največji zvon ali bourdon se imenuje Kristus & Helena in tehta 8 ton. V Nemčiji so zvonovi vedno oštevilčeni od največjega do najmanjšega, zvon 1 je vedno tenor ali bourdon.
5 od 10 zvonov deluje za uro, ki predvaja edinstveno zvonjenje ure, vsak udarec 4 zvonov po vrstnem redu predstavlja preteklo četrt ure; zvon 8 udarja četrt ure, zvon 6 udarja pol ure, zvon 7 udarja četrt do ure in nazadnje zvon 4 udarja celo uro. Po predvajani melodiji zvon 2 odbije ure.